# 甘露糖-6-磷酸
甘露糖-6-磷酸（英語：Mannose-6-phosphate，縮寫M6P）是一个在免疫系统中与凝集素结合的分子，M6P可由磷酸甘露糖异构酶转化为果糖-6-磷酸。